# Фернандес Очоа, Бланка
Бла́нка Ферна́ндес Очоа (исп. Blanca Nieves Fernández Ochoa, 22 апреля 1963, Мадрид — около август 2019, Ла-Пеньота или Серседилья, Мадрид) — испанская горнолыжница, первая и до 2022 года единственная женщина-призёр зимних Олимпийских игр в истории Испании. Младшая сестра олимпийского чемпиона 1972 года Франсиско Фернандеса Очоа.

## Спортивная карьера
Бланка дебютировала в Кубке мира в 1981 году. 21 марта 1984 года впервые попала в тройку лучших на этапах Кубка мира, став третьей в гигантском слаломе в Цвизеле. 3 марта 1985 года в Вейле испанка одержала свою первую из четырёх побед на этапах, а в сезоне 1987/88 добилась лучшего результата в общем зачёте — заняла 4-е место вслед швейцарками Микелой Фиджини и Бригитт Эртли и австрийкой Анитой Вахтер. В том же сезоне Бланка заняла 3-е место в зачёте супергиганта, 5-е место в зачёте гигантского слалома и 4-е место в зачёте слалома. Также за карьеру Бланка была третьей в зачёте гигантского слалома в сезоне 1986/87 и третьей в зачёте слалома в сезонах 1990/91 и 1991/92.
За карьеру участвовала в шести чемпионатах мира (учитывая Олимпийские игры 1980 года). В 1987 году в Кран-Монтане Бланка стала пятой и в слаломе, и в гигантском слаломе. На чемпионате мира 1989 года в Вейле испанка стала четвёртой в слаломе, всего 0,09 сек проиграв в борьбе за бронзу американке Тамаре Маккинни.
На Олимпийских играх Бланка дебютировала в 1980 году в Лейк-Плэсиде, где она заняла 18-е место в гигантском слаломе. В 1984 году в Сараево испанка заняла 6-е место в гигантском слаломе. Через 4 года в Калгари Фернандес Очоа стала пятой в слаломе, проиграв бронзовому призёру более секунды. Наиболее успешно испанка выступила в 1992 году в Альбервиле. В гигантском слаломе Бланка была лишь 12-й, зато в слаломе выступила блестяще, принеся Испании всего вторую медаль в истории зимних Олимпиад. Первая была на счету родного брата Бланки Франсиско Фернандеса Очоа в том же слаломе в 1972 году в Саппоро. В Альбервиле в слаломе испанку смогли опередить лишь Петра Кронбергер из Австрии и новозеландка Аннелиз Кобергер. В первой попытке Бланка показала второй результат, а во второй — седьмой, по сумме двух попыток всего на 0,05 сек опередив американку Джули Паризьен, которая лидировала после первой попытки.
В 1984 году в Сараево и в 1992 году в Альбервиле Бланка несла флаг Испании на церемониях открытия зимних Олимпийских игр. Её брат Франсиско 4 раза нёс флаг Испании на церемониях открытия Олимпийских игр — на зимних Играх 1972, 1976 и 1980 годов, а также летних Игр 1972 года.
В марте 1992 года Бланка завершила свою спортивную карьеру, в последнем спуске в Кубке мира она стала второй в гигантском слаломе в швейцарской Кран-Монтане.
Кроме Бланки и Франсиско ещё два брата и сестра Фернандес Очоа участвовали в соревнованиях по горнолыжному спорту на Олимпийских играх: Долорес (род. 1966, участвовала в Олимпиаде-1984 в Сараево), Хуан Мануэль (род. 1951, участвовал в Олимпиаде-1976 в Инсбруке) и Луис (род. 1965, участвовал в Олимпиадах 1984 и 1988 годов). Особых успехов они не достигли — никто ни разу не сумел попасть даже в число 15-ти лучших.

## Личная жизнь
18 июля 1991 года Бланка вышла замуж за итальянского тренера Даниэле Фьоретто в Эскориале. В 1994 году пара развелась. Позднее вышла замуж за инструктора по дайвингу Давида Фреснеду, от которого родила двух детей: Оливию (1999) и Давида (2000). В 2007 году Давид и Бланка развелись.

## Смерть
31 августа 2019 года Национальная полиция объявила об исчезновении Бланки Фернандес Очоа. Следы спортсменки теряются 23 августа, когда она на собственном автомобиле выехала из дома, оставив мобильный телефон. Дочери Оливии она сообщила о своих намерениях совершить пешую прогулку в течение нескольких дней по пути Святого Иакова. 1 сентября автомобиль Бланки Фернандес Очоа был обнаружен на парковке между населёнными пунктами Серседилья и Фуэнфриа, где были развёрнуты её масштабные поиски силами полиции с привлечением местного населения. 
Труп Бланки Фернандес Очоа без внешних признаков насильственной смерти или падения в результате несчастного случая был случайно обнаружен спустя четыре дня поисков у подножия горы Ла-Пеньота в Сьерра-де-Гвадаррама 4 сентября 2019 года  служащим Гражданской гвардии не при исполнении. Бланка Фернандес Очоа с детства страдала биполярным расстройством. Согласно предварительным результатам вскрытия в желудке спортсменки был обнаружен нейролептик левомепромазин, передозировка которого могла стать причиной смерти Фернандес Очоа. Рядом с телом также была обнаружена бутылка вина. Известно, что в последние годы спортсменка переживала острый личностный и финансовый кризис. Окончательная информация о причине смерти Фернандес Очоа будет опубликована только с разрешения её родных. Прах Бланки Фернандес Очоа по её неоднократно выраженному желанию после кремации был развеян над её любимыми горами Лос-Сьете-Пикос в Серседилье. Бланка умерла в возрасте 56 лет, как и её брат Франсиско в 2006 году, который скончался от рака.

## Память
- 26 июня 2020 года Correos выпустила почтовый блок Испании «Женщины в спорте. Олимпийские игры. Бланка Фернандес Очоа» (исп. Mujeres en el Deporte. Olímpicas. Blanca Fdez. Ochoa) с одной маркой, посвящённой Бланке Фернандес Очоа[6].

## Результаты на крупнейших соревнованиях

### Зимние Олимпийские игры
| Олимпийские игры | Скоростной спуск | Супергигант | Гигантский слалом | Слалом | Комбинация |
| ---------------- | ---------------- | ----------- | ----------------- | ------ | ---------- |
| 1980 Лейк-Плэсид | —                | н/д         | 18                | —      | н/д        |
| 1984 Сараево     | —                | н/д         | 6                 | DNF2   | н/д        |
| 1988 Калгари     | —                | 21          | DNF2              | 5      | —          |
| 1992 Альбервиль  | —                | —           | 12                | 3      | —          |

### Победы на этапах Кубка мира (4)
| № | Сезон   | Дата        | Место            | Дисциплина        |
| - | ------- | ----------- | ---------------- | ----------------- |
| 1 | 1984/85 | 3 мар 1985  | Вейл             | Гигантский слалом |
| 2 | 1987/88 | 26 ноя 1987 | Сестриере        | Слалом            |
| 3 | 1990/91 | 22 дек 1990 | Морзин           | Слалом (2)        |
| 4 | 1991/92 | 1 дек 1991  | Лех-на-Арльберге | Слалом (3)        |